# Pusa (hudební skupina)
Pusa byla česká hudební skupina, která existovala v polovině devadesátých let. Založili ji tehdejší členové skupiny Lucie David Koller a Marek Minárik jako projekt, který měl dát více prostoru jejich vokalistce Lence Dusilové.

## Historie
Eponymní debut vyšel kapele v roce 1996, poté kapela nahrála titulní píseň k filmu Mrtvej brouk. Další deska měla vyjít v roce 1998, ale v průběhu nahrávání byli Koller s Minárikem povoláni zpět do mateřské Lucie a Dusilová, která nechtěla dále čekat, skupinu rozpustila. Sestava Pusy se pak sešla ještě jednou v roce 2000, kdy se podílela na nahrávání první sólové desky Lenky Dusilové, na niž se mimo jiné dostaly i tři písničky z původně plánované druhé desky Pusy.
Lenka Dusilová se dnes věnuje své sólové kariéře. David Koller poté založil projekt Kollerband, v němž hráli i jeho spoluhráči z Pusy Minárik a Krejčoves. Jak Dusilová, tak Kollerband mají svém repertoáru stále několik skladeb z éry Pusy.
Skladby Řetězy a Miláčku, love vyšly v roce 2004 na Live albu Kollerbandu. Skladba Duše z debutového alba Pusy vyšla v roce 2005 v nové verzi na albu Lenky Dusilové nazvaném Mezi světy .

## Členové
- Lenka Dusilová – zpěv, kytara
- David Koller – bicí, zpěv, klávesy
- Marta Minárik – basa, udu
- Petr Novák – kytara, saxofon (do roku 1996)
- Marek Zelený - kytary (od roku 1997)
- Olda Krejčoves, j.h. - kytary

## Diskografie

### Pusa -Pusa(B&M Music 1996)
- Skladby:
  - Balada o houbě a debilovi (Dusilová, Koller, Minárik, Novák / Dusilová)
  - Finská (Dusilová / Oskar Petr)
  - Tak kdy už? (Dusilová, Krejčoves / Dusilová)
  - Muka (Dusilová / Dusilová)
  - Řetězy (Koller / Koller)
  - Tady tě holky umilujou (Kral / Dusilová, Koller)
  - Moře jedu (Dusilová, Koller, Minárik / Dusilová, Koller)
  - Zlá žena (Dusilová, Koller, Kral, Minárik / Dusilová)
  - Crazy Core (Dusilová, Koller, Minárik)
  - Jenom když to cejtim (Dusilová, Koller / Dusilová, Koller)
  - Duše (Dusilová / Zemanová)
  - Hajzle! (Dusilová, Koller, Minárik / Dusilová)
- Nahráli: Lenka Dusilová, David Koller, Marta Minárik, Petr Novák, Olda Krejčoves j.h.
- Produkce: David Koller
- Zvuk: Petr Slezák, Milan Cimfe
- Mix: Pavel Karlík, Petr Slezák
- Mastering: Michal Dvořák
- Nahrávka a mix ve studiích Citron a Sono, mastering ve studiích Cox a Sono

### Pusa -So When / Wheels Of DesireSP
- Singl, který obsahuje anglické verze dvou skladeb z alba Pusa
  - So When (anglická verze skladby Tak kdy už)
  - Wheels Of Desire (anglická verze skladby Muka)

### Pusa -Štědrá BáraSP (COX 1997)
- Skladby:
  - Štědrá Bára - Radio Mix 3:53 (Dusilová / Dusilová)
  - Štědrá Bára 5:17 (Dusilová / Dusilová)
- Production: David Koller
- Coproduction: Jon Murch

### Michal Dvořák a David Koller - OSTMrtvej brouk(B&M Music 1998)
- Obsahuje skladbu Pusy – Mrtvej brouk (Miláčku, love) (Koller / Dvořák)
- Skladbu nahráli: David Koller, Lenka Dusilová, Marta Minárik, Marek Zelený, Michal Dvořák

### Lenka Dusilová -Lenka Dusilová(B&M Music 2000)
- Obsahuje tři skladby určené původně pro Pusu, nahrané v letech 1997-1998
  - Nechci to vrátit (Koller / Koller)
  - Miláčku, love (Koller / Dvořák)
  - Štědrá Bára (Dusilová / Dusilová)
- Skladby nahráli: Lenka Dusilová, David Koller, Marta Minárik, Marek Zelený, Petr Janek
- Skladby produkovali David Koller a Jon Murch
- Mix: Jon Murch
- Mastering: Pavel Karlík, Andy Lažo
- Natočeno ve studiích Citron a Cox Bunkr, smícháno ve studiu Cox Bunkr, mastering ve studiu Sono Nouzov